# Лаго Вилагранде (Пезаро и Урбино)
Лаго Вилагранде је насеље у Италији у округу Пезаро и Урбино, региону Марке.
Према процени из 2011. у насељу је живело 34 становника. Насеље се налази на надморској висини од 992 м.